# M1化学兵器地雷
M1化学兵器地雷（M1かがくへいきじらい M1 chemical mine）は、アメリカ合衆国が1939年に開発した化学兵器。アメリカ軍初の化学兵器地雷である。1ガロンのガソリン缶を転用し、9.9ポンド (4.5 kg)のマスタード剤(H/HD-gas)を充填している。地雷は取っ手が付いた直方体の金属缶であり、外側に銅線の針金が付けられている。信管は無く、針金を用いて、缶の外側に点火用の導爆線や電気雷管を固定する。地雷は、カモフラージュを考慮しつつ4インチ (10 cm)ほどの深さに敷設され、人員操作により遠隔有線起爆される。